# Crise alimentar em 2011
No segundo semestre de 2010 o Índice de preços de alimentos da FAO voltou a aumentar de forma significativa, atingindo no final de Dezembro os valores máximos de 2008. Associado a este aumento de preços começam a surgir protestos sociais em particular nos países do Médio Oriente e Norte de África, alguns dos quais sob a forma de revolução.

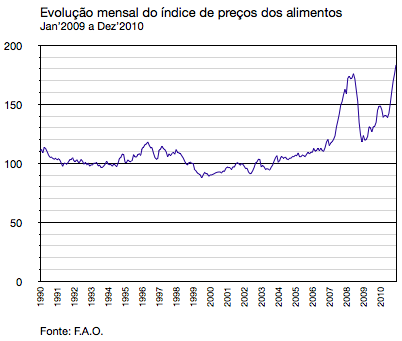
Evolução mensal do Índice de Preço dos Alimentos da FAO de 1990 a 2010

## Causas
Em larga medida a actual crise nos preços de alimentos reflecte um desequilíbrio no princípio da oferta e da procura, verificando-se uma redução na oferta e no encarecimento da produção e um aumento da procura.
- Eventos climáticos adversos com prejuízos significativos das colheitas de cereais de 2010 em vários países como a Rússia, Ucrânia, Argentina, Austrália e Paquistão.
- Aumento do preço dos combustíveis fósseis
- Desvio de cereais, em particular o milho, para a produção de Biodiesel subsidiada nos Estados Unidos da América
- Aumento do consumo nos países em desenvolvimento, em particular na China,[1][2] Sudeste Asiático[3] e América do Sul.
- Deterioração dos solos por exploração intensiva.[4]

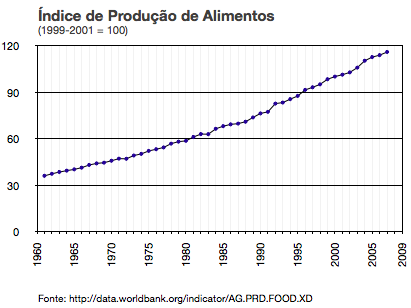
Índice de produção de alimentos segundo dados do Banco Mundial

## Consequências
A atual crise alimentar tem duas formas de expressão: o aumento dos preços e a escassez de alimentos nos mercados. Inicialmente os mais afetados serão as comunidades com menores rendimentos e as mais dependentes da produção externa e só posteriormente poderão ser afetadas as comunidades com maiores rendimentos.
- Agravamento global dos preços dos alimentos básicos
- Protestos sociais no Norte de África (Tunísia, Jordânia, Argélia e Egipto)[5][6] e na Ásia (Índia)[7]
- Agravamento do preço dos combustíveis com adição de bio-etanol

Quanto maior for o nível de auto-suficiencia alimentar de uma comunidade menos afetada esta será.

## Soluções
Algumas soluções apontadas para tentar minorar a actual crise alimentar:
- Promover a auto-suficiência alimentar dos países e comunidades locais
- Melhorar a eficiência energética no processo de produção alimentar
- Reduzir os desperdícios alimentares